# Wapen van Heusden-Zolder

Het wapen van Heusden-Zolder (sinds 1986).

Het wapen van Heusden-Zolder is het heraldisch wapen van de Limburgse gemeente Heusden-Zolder. Het wapen werd op 8 juli 1986 bij Ministerieel Besluit aan de nieuwe fusiegemeente Heusden-Zolder toegekend.

## Geschiedenis
Nadat Heusden en Zolder in 1976 waren gefusioneerd tot Heusden-Zolder, werd ervoor gekozen om een nieuw, gedeeld wapen te ontwerpen waarin werd verwezen naar het verleden van beide deelgemeenten. De eerste helft (heraldisch rechts) verwijst naar Heusden, aangezien het noordelijk deel van deze deelgemeente toebehoorde tot het Land van Beringen, en is gebaseerd op een zegel van de binnen- en buitenbank van Beringen uit 1477, terwijl de tweede helft verwijst naar Zolder met het wapen van de familie de Villenfagne de Vogelsanck (laatste heren van Zolder), want zowel Zolder als het zuidelijk deel van Heusden, meestal Houweiken genoemd, behoorden tot het Land van Vogelsanck.

## Blazoenering
De huidige blazoenering luidt:

Gedeeld 1. gedwarsbalkt van tien stukken van goud en van keel met een vrijkwartier van zilver beladen met een gaande beer van natuurlijke kleur, geringd van sabel 2. in zilver een schuinbalk van sabel, beladen met drie schelpen van goud in de richting van de schuinbalk geplaatst, tussen twee schuinstrepen van sabel.
— Ministerieel Besluit van 8 juli 1986.

## Vergelijkbare wapens

Het wapen van Beringen.
Het wapen van de familie de Villenfagne de Vogelsanck.
Het wapen van Beyne-Heusay.